# Ursus minimus
Ursus minimus або малий ведмідь — вимерлий вид ведмедів, що мешкав в Європі часів пліоцену і плейстоцену (5,3—1,8 млн років тому).
Дослідники припускають, що малий ведмідь міг бути предком етруського ведмедя. Ареал малого ведмедя займав континентальну Європу і простягався на схід до Чорного моря. Найпівденніші скам'янілості малого ведмедя були знайдені в Італії.
За будовою малий ведмідь дуже був подібний до сучасного гімалайського ведмедя.